# 夏侯胜
夏侯勝（？—？），字長公，是西漢官員、經學家，其出身東平（今寧陽縣西）。夏侯勝為人質樸守正，個性簡率無威嚴，早年師事夏侯始昌、蕳卿、歐陽氏等人學習儒家經典，精通儒學，世稱「大夏侯」，是大夏侯氏學的開創者，後受朝廷徵召出仕，漢宣帝時期，夏侯勝一度因反對替漢武帝增封廟樂而下獄，後遇赦復出為官，在九十歲高齡時，於太子太傅任上逝世。

## 生平

### 儒學精熟
當初，魯共王劉餘把魯國西部的寧鄉封給他的兒子寧陽節侯劉恬，寧鄉改屬大河郡，大河郡後來又改為東平國，所以夏侯勝是東平人。夏侯勝幼年喪父，喜好讀書求學，跟隨夏侯始昌學習《尚書》和《洪範五行傳》，講論災異，後來其又師事蕳卿，並問學於歐陽氏，治學精密純熟，所請教過的不只一師一家，他尤善於講論關於喪服的禮制。夏侯勝受朝廷徵召，先後擔任博士、光祿大夫等職務。

### 天候之兆
適逢汉昭帝駕崩，昌邑王刘贺繼位，屢屢出宮遊樂，夏侯勝擋住皇帝的車輿勸諫道：「天氣久陰不雨，臣子中當有圖謀主上者，陛下還出宮到哪裡去呢？」劉賀大怒，說夏侯勝是妖言惑眾，命人將他綑綁起來交付官吏治罪，官吏向大將軍霍光稟報此事，霍光沒有令人依法審訊夏侯勝。當時，霍光正與車騎將軍張安世合謀要廢黜劉賀，霍光責怪張安世，認為其洩露了他們的謀劃，而實際上張安世確實未曾洩露，他們於是召來夏侯勝詢問，夏侯勝回答道：「《洪範五行傳》中說『如果君主不按最高準則行事，天氣就會久陰不雨表示懲罰和警告，這時下邊的人就會出現討伐主上者』，因為不敢明言，所以只說臣下有謀。」霍光、張安世聽後大驚，從此更加尊重通曉經術之士。十多天後，霍光終於同張安世一起請示上官太后，廢掉劉賀的皇位，改立汉宣帝。
霍光認為群臣要向東宮上奏政事，太后也要省察政事，應該了解經術，便請示上官太后讓夏侯勝給其講授《尚書》。夏侯勝升任長信少府，賜爵關內侯，又因參與廢立皇帝，安定宗廟社稷有功，增封食邑千戶。

### 諫諍廟樂
漢宣帝剛剛即位，想要頌揚先帝的功業，下詔給丞相、御史大夫說：「朕以微眇之身，承蒙先祖遺德，繼承聖業，奉祀宗廟，日夜思慮。孝武皇帝親行仁義，振威揚武，北征匈奴，单于遠逃，南平氐、羌、昆明、甌駱兩越，東定薉、貉、朝鮮，開疆擴土，增設郡县，四方蠻夷全部臣服，叩關通好的使臣不請自來，各種珍奇的貢物陳列於宗廟中，協調音律，創作樂歌，祭獻上帝，封祀泰山，建造明堂，改訂曆法，改易服色，聖明廣開功業之路，尊重賢能之士，顯揚有功之臣，復興衰敗滅亡的國家，接續斷絕了爵位的世家，褒封周天子的後裔，完備敬奉天地之禮，使道術之路更加正大。上天報賜，吉祥的徵兆一同應合，寶鼎出土，白麟被捕獲，海獻巨魚，神仙同時並現，山呼萬歲。功德隆盛，無法說完道盡，然而廟樂卻未能與其功德相稱，朕對此非常哀痛。希望你們列侯、二千石官員、博士們一同議定。」於是，群臣聚議於朝廷之中，都說：「應該按照詔書的旨意辦理」。
只有長信少府夏侯勝反對說：「武帝雖然確實有抵禦四方蠻夷、開拓疆土之功，但使眾多將士遭到殺傷，窮竭人民的財力，揮霍無度，天下貧乏困苦，百姓流離失所，死亡者超過一半。蝗災四起，吃盡禾苗，數千里土地五穀不生，有的地方甚至出現人吃人的慘劇，原先積儲的粟帛財物至今未能恢復。武帝對百姓沒什麼恩惠，不應為他另立廟樂。」公卿大臣們一起反駁夏侯勝說：「這是詔書的旨意啊。」夏侯勝說：「詔書是不可施用的。人臣之義，理應直言正論，不能隨便曲意順旨。我的意見已經說出來了，即使被殺頭也不後悔。」於是丞相蔡義、御史大夫田廣明劾奏夏侯勝非議詔書，詆毀先帝，大逆不道，且丞相長史黃霸也縱容偏袒夏侯勝不彈劾他，兩個人都被關進了監獄。主事的官吏於是請求尊孝武帝廟為世宗廟，祭祀時演奏《盛德》、《文始》、《五行》等樂舞，天下世世代代進獻以祭，以彰明其盛德。孝武帝所巡行過的四十九個郡國也都立世宗廟，如同高祖、太宗那樣。

### 授經獄中
夏侯勝、黃霸被長時間關押在監獄裡，黃霸想跟夏侯勝學習儒家經典，夏侯勝以自己獲罪當死為由拒絕。黃霸說：「朝聞道，夕死可矣。」夏侯勝認為黃霸說得好，便傳授給他儒家經典。他們被拘囚在獄中，度過了兩個冬天，講論經學從不懈怠。
到本始四年的夏天，關東（指函谷关以東）地區四十九個郡同日發生地震，有的地方出現山崩，毀壞城牆房屋，壓死六千多人。漢宣帝於是穿著素服，避開正殿不居，派遣使者慰問災區吏民，賜給死者棺錢。漢宣帝並下詔書說：「災異是天地對君主的警告。朕承繼祖宗大業，託身於士民之上，而未能使眾生安寧和諧。往日北海郡、琅邪郡發生地震，損壞祖宗廟宇，朕極為憂懼，希望諸位列侯、中二千石官員廣泛問詢經術之士，想出方法應付災變、彌補朕的失誤，不要有什麼忌諱。」於是大赦天下，夏侯勝出獄擔任諫大夫、給事中，黃霸擔任揚州刺史。

### 守正率直
夏侯勝為人質樸剛正，性情平易近人而無莊嚴的容止。夏侯勝入宮進見漢宣帝時稱皇上為「君」，又在漢宣帝面前稱呼他人的表字，其舉動誤失禮儀，但漢宣帝反而因此對他更加親近信任。某次夏侯勝進見漢宣帝，出宮後向人講述漢宣帝說的話，漢宣帝聽說後就此責備夏侯勝，夏侯勝說：「陛下說的是好話，所以臣出去傳揚。尧說的話傳遍天下，至今仍被傳誦。臣認為陛下的話可以傳揚，所以便說出去了。」每當朝廷討論大事，漢宣帝知道夏侯勝為人素來質樸耿直，於是對他說：「請先生您儘管陳述正言，不要以曾被拘囚那件事為鑑誡」。
夏侯勝再次擔任長信少府，後擢升太子太傅。他受漢宣帝詔令撰成《尚書說》、《論語說》，獲賜黃金一百斤。夏侯勝九十歲時死於官任上，漢宣帝賜給其墓地，葬於平陵。上官太后另賜錢二百萬，並為夏侯勝素服致哀五日，以報謝師傅之恩，儒者們引以為榮。

## 軼事

### 如拾地芥
當初，夏侯勝講授經術時，常對學生們說：「讀書人怕的是不通曉經術，如果通曉經術，那獲取高官顯爵便如同俯拾地上的草芥一樣簡單，學習經術而不能通曉，還不如回家種地！」。

## 後裔
- 子夏侯兼：官至左曹、太中大夫[1]。
  - 孫夏侯堯：先後擔任長信少府、大司農、大鴻臚[1]。
    - 曾孫夏侯蕃：曾任太守、州牧、長樂少府等職[1]。

## 延伸閱讀
[在维基数据编辑]
 《漢書/卷075》，出自班固《漢書》